# Plagne, Haute-Garonne
Plagne är en kommun i departementet Haute-Garonne i regionen Occitanien i södra Frankrike. Kommunen ligger i kantonen Cazères som tillhör arrondissementet Muret. År 2022 hade Plagne 95 invånare.

## Befolkningsutveckling
Antalet invånare i kommunen Plagne
Referens:INSEE